# Heliura hagmanni
Heliura hagmanni là một loài bướm đêm thuộc phân họ Arctiinae, họ Erebidae.